# 6-та піхотна дивізія (Велика Британія)
6-та дивізія (англ. 6th (UK) Division ) - тактичне з'єднання Британської армії.
Вперше створена Артуром Веллслі, 1-м герцогом Веллінгтоном як 6-та піхотна дивізія для Піренейських воєн у складі англо-португальської армії і діяв протягом більшої частини періоду з тих пір, включаючи Першу світову війну та Другу світову війну . Передостаннє формування було утворено 1 лютого 2008 року в дивізійний штаб, що розгортається, для служби в Афганістані під час операції «Херрік» ( Operation Herrick ). Дивізію було офіційно реформовано з парадом та виносом прапора в Йорку 5 серпня 2008 року, а потім розформовано у квітні 2011 року.
У серпні 2019 року 6-та дивізія була утворена знову на базі Командування бойового та тилового забезпечення .

## Піренейські війни
6-та піхотна дивізія була сформована для участі в Піренейських війнах , брала участь у битвах при Фуентес-де-Оноро, Саламанці, Піренеях і битві при Ортезі . 

## Перша світова війна
6-та піхотна дивізія як дивізія регулярної армії була відправлена до Франції на Західний фронт Першої світової війни 9 вересня 1914 року. Вона служила на Західному фронті протягом усієї Першої світової війни, вперше побачивши бойові дії у Фландрській битві у складі III армійського корпусу. 
В 1915 дивізія висунулася на іпрський виступ, щоб звільнити війська, що билися у Другій битві при Іпрі . Решта 1915 року пройшла бездіяльності, крім нападу на замок Хоге (нід. Hooge ) біля Іпра 9 серпня  .
Наприкінці липня 1916 року дивізія була виведена з театру військових дій, втративши 11 000 осіб убитими та пораненими, а у вересні вона була приєднана до XIV армійського корпусу, у складі якого брала участь у битві на Соммі, атакувавши німецьке зміцнення, відоме як «Ч . Він захопив цей район 18 вересня. Потім 6 піхотна дивізія брала участь у нападах на Морваль і Ле-Транлуа, а потім була виведена 20 жовтня і переведена в резерв корпусу. Загальні втрати на Соммі склали 277 офіцерів та 6640 інших чинів. У листопаді дивізія переїхала у відносно спокійний сектор фронту Ла-Басе, а в березні 1917 року вирушила в сектор Лос, де 6-та піхотна дивізія проводила операції та рейди траншеями навколо висоти 70  .
6-ту піхотну дивізію було виведено з фронту 25 липня, незадовго до останнього штурму висоти 70. З резерву вона потім вирушила до участі в битві при Камбрі у складі III корпусу. Через чотири дні після закінчення битви дивізія була виведена на відпочинок у Бассе . До лютого 1918 дивізія займала сектор Ланікур і була там до 22 березня, коли німці почали свій весняний наступ, який відкинув дивізію назад і призвело до втрат у 3900 осіб з 5000 осіб особового складу. 25 березня дивізія була знову виведена на іпрський виступ до складу 2-ї армії  .
До вересня 1918 дивізія увійшла до складу IX корпусу і взяла участь у битві при Епі, беручи участь у спільній атаці на Сен-Кантен і Чотирьохкутник (не те саме, що однойменна позиція, атакована на річці Соммі (див. вище)), яка почалася 18 вересня і закінчилася захопленням Чотирьохкутника 25 вересня 1918 року 
Останні два великі настання дивізії в ході війни відбулися в жовтні 1918 року. 8 жовтня 1918 року 6-та піхотна дивізія захопила Боен, а 18 жовтня зайняла височину з видом на канал Самбра - Уаза, яка підготувала грунт для битви при Самбрі . 

## Друга світова війна
Під час Другої світової війни дивізія не воювала у повному складі. 3 листопада 1939 року вона була сформована в Єгипті шляхом реорганізації британської 7-ї піхотної дивізії під командуванням генерал-майора Р. Н. О'Коннора . 17 червня 1940 року штаб дивізії став штабом Сил західної пустелі .  Дивізія фактично припинила своє існування. Дивізію було переформовано в Єгипті 17 лютого 1941 року під командуванням генерал-майора Джона Еветтса. Із 7 по 19 квітня вона тимчасово перебувала під командуванням бригадного генерала До. е.. н. Ломаксу  .
18 червня, коли було реорганізовано командування силами союзників, що воюють у ході Сирійсько-Ліванської операції на південному фронті, штаб дивізії був переданий австралійському I корпусу для командування залишками Gentforce (5-я індійська піхотна бригада та 1-а легка піхотна дивізія Свободной ). Через два дні до дивізії з Єгипту приєдналася 16 піхотна бригада, а 29 червня - 23 піхотна бригада. Сили Gentforce захопили Дамаск 21 червня. Протягом решти кампанії, яка закінчилася 11 липня капітуляцією вішистів, дивізія діяла за підтримки австралійських підрозділів  у спробах перейти дорогу Дамаск - Бейрут через Антиліванські гори, біля входу в які домінувала вершина Джебель-Мазар заввишки 5150 метрів. Незважаючи на інтенсивні зусилля, сили Вишистської Франції зберегли контроль за позицією і основні зусилля союзників були переключені на наступ на узбережжі. 
29 вересня 1941 року генерал-майор Еветтс пішов, і бригадний генерал Г. Н. С. Мартін прийняв виконувач обов'язків командувача. Одинадцять днів потому, 10 жовтня того ж року, була перейменована на 70-ту піхотну дивізію, і генерал-майор Рональд Скобі прийняв командування. 

## XXI століття
26 липня 2007 року Державний секретар з питань оборони заявив, що новий штаб 6-ї дивізії буде утворено під час реформи у складі регіонального командування «Південь» Міжнародних сил сприяння безпеці в Афганістані.  Дес Браун сказав: «щоб задовольняти цим тимчасовим вимогам ми ухвалили рішення збільшення сил командного складу, тимчасово сформувати 2-зірковий [дивізійний] штаб. Штаб дивізії став базуватися в Йорку і буде відомий як штаб 6-ї дивізії ( HQ 6 Division ), з ядром з 55 співробітників, що обслуговують, набраних з існуючих структур. Ми будемо тримати наше припущення про планування у полі зору, але зараз ми оцінюємо, що цей штаб буде створено до 2011 року»  . Генерал-майор Джонатан Девід Пейдж прийняв командування новим штабом з 1 лютого 2008  .
Новий штаб дивізії ознаменував своє формування парадом та презентацією прапора у Йорку 5 серпня 2008 року.  Він був зосереджений на підготовці бригад для Афганістану і базувався в казармах Імпхал, Фалфорд, місто Йорк . Влітку 2009 року штаб дивізії було значно посилено і перетворено на Загальну об'єднану оперативну групу ( Combined Joint Task Force ) перед розгортанням в Афганістані у складі Регіонального командування «Південь» у листопаді 2009 року.  Штаб дивізії було розпущено у квітні 2011 року. 
1 серпня 2019 року Командування бойового та тилового забезпечення було перейменовано на 6-ту дивізію, у складі якої опинилися 1-ша бригада зв'язку, 11-та бригада зв'язку, 1-ша розвідувальна бригада, 77-ма бригада інформаційних операцій та Спеціалізована піхота.   Станом на 16 жовтня 2020 року 11-ту бригаду зв'язку перевели з 6-ї дивізії до 3-ї дивізії .   6-та дивізія перебуватиме разом із реструктурованими 1-ї та 3-ї дивізій під управлінням командування польової армії.  
Наприкінці серпня 2021 року Спеціалізована піхотна група була перейменована на Армійську бригаду спеціальних операцій ( Army Special Operations Brigade).  